# Laconia-incidens

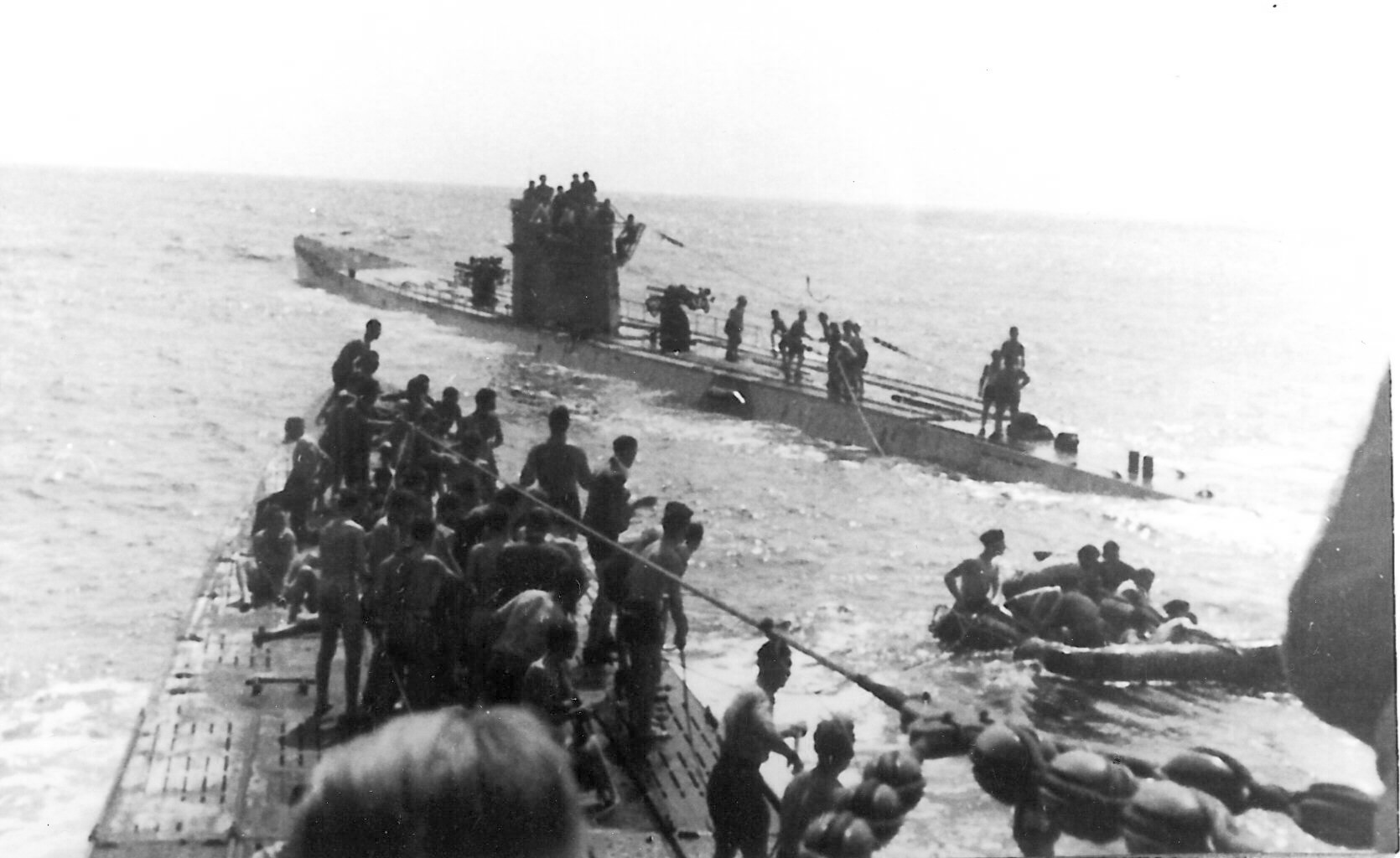
Az RMS Laconia túlélői az U156 (előtérben) és az U507 (háttérben) közelében

A Laconia-incidens egy összetűzés volt a háborúban álló felek között az Atlanti-óceánon a második világháború alatt. 1942 szeptemberében az RMS Laconiát fedélzetén 80 civillel, 268 brit katonával, kb. 1800 olasz hadifogollyal és 160 lengyel katonával megtorpedózta és elsüllyesztette az U–156 német tengeralattjáró, Afrika nyugati partjainál.
A tengeralattjáró kapitánya, Werner Hartenstein sorhajóhadnagy (Kapitänleutnant), és legénysége a süllyedő hajó felől olasz segélykiáltásokat hallott. A németek azonnal egy mentőakcióba kezdtek, amelyhez később a körzetben tartózkodó több német és egy olasz tengeralattjáró is csatlakozott. A német kapitány ezzel a lépéssel vétett a német haditengerészet 1939 végén kiadott 154. sz. hadparancsa ellen, amely addig is tiltotta bárkinek a kimentését függetlenül az időjárási viszonyoktól és a parttól való távolságtól.
A kimentettekért a Vichy-kormány által irányított francia területekről hajók indultak, de a velük való találkozáshoz vezető úton a Vöröskereszt zászlói alatt hajózó, túlélőket szállító tengeralattjárókat megtámadta az Amerikai Légierő egy B–24 Liberator bombázója.
Ez az esemény mélyen kihatott a német haditengerészet későbbi hadviselésére, ugyanis Dönitz admirális incidens után kiadott ún. Laconia-parancsa értelmében a tengeralattjárók ezután még közvetett segítséget sem nyújthattak az általuk elsüllyesztett hajók túlélőinek.

## Az események

### A német támadás
1942. szeptember 12-én reggel az U–156 Afrika nyugati partjainál járőrözött Libéria és az Ascension-sziget között. A felszínen dél felé tartva a tengeralattjáró őrszolgálatosai egy hajó sziluettjét pillantották meg. A hajó egyedül hajózott, tőlük délnyugatra. Ezen a területen (~500 mérföldre a parttól) rendszeresek voltak a légi felderítések, ezért Hartenstein úgy döntött, óvatos marad és a hajó füstjét követi, csak majd az éjszaka folyamán közelíti meg azt.
Az éj leszálltával Hartenstein megközelítette a hajót, és kb. 22 órára a víz alá merülve támadó pozíciót vett fel, majd két torpedót lőtt ki a hajóra két mérföld távolságból.
Nem sokkal később, 22:22-kor a Laconia a következő üzenetet kezdte sugározni a nemzetközi 600 m-es segélykérő frekvencián:

„SSS SSS 4° 34’ D, 11° 25’ Ny Laconia torpedótalálat*”

*Az SSS előtag tengeralattjáró általi támadást jelez, a felszíni támadás előtagja RRR
Amint a hajó süllyedni kezdett, Hartenstein a felszínre emelkedett. Remélte, hogy a fedélzetre tudja venni a hajó kapitányát, de döbbenten vette észre a vízen hánykolódó több mint kétezer embert, és hallotta a kétségbeesett olasz segélykiáltásokat.

### A mentőakció
Amint a helyzet világossá vált, hogy a Laconia nem csapatszállító hajó, aminek Hartenstein hitte (a hajót a háború elején utasszállítóból csapatszállítóvá alakították át, fedélzeti lövegekkel, vízibombákkal és ASDIC berendezéssel szerelték fel.). Egyből nekilátott a mentésnek. A Laconia 23:23 perckor süllyedt el. Szeptember 13-án 01:25-kor Hartenstein a következő üzenetet küldte a Tengeralattjárók Főparancsnokának (Befehlshaber der Unterseeboote, rövidítése: BdU):

„BdU-nak. Az FF7721-es körzetben elsüllyesztettük a brit Laconia óceánjárót, fedélzetén 1500 olasz hadifogollyal. Eddig 90 embert mentettünk ki. 157 m³ (üzemanyag). 19 torpedó, passzátszél 3. Utasítást kérek. Hartenstein, U–156-os.”

Néhány órával később megérkezett a válasz az U-boot-flottaparancsnokságtól:

„FT0340/13 Scacht, Jegesmedve vadászcsoport, Würdemann, Wilamowitz, azonnal siessenek Hartenstein segítségére az FF7721-es körzetbe… BdU.”

Hartenstein kérte a feletteseitől a tragédia körletének semleges vízzé nyilvánítását, ugyanakkor 06:00-kor a következő üzenetet küldte az 500 kHz-es nemzetközi segélykérő frekvencián:

„Mindenkinek! Ha bármely hajó a Laconia segítségére érkezne, nem fogom megtámadni, feltéve, ha ellenem sem indít támadást hajó vagy repülőgép. A legénység 193 tagját a fedélzetre vettem, köztük 21 angolt. 4°53’ D, 11°26’ Ny. Német tengeralattjáró.”

A következő két és fél napban az U–156-os a felszínen maradt. Szeptember 15-én 11:30-kor csatlakozott hozzá az Erich Würdemann sorhajóhadnagy parancsnoksága alatt álló U–506, és néhány órával később a Harro Schacht korvettkapitány parancsnoksága alatt álló U–507. Egy olasz tengeralattjáró, a Cappellini is csatlakozott a mentőexpedícióhoz.
Aznap Hartenstein jelentette, hogy a Laconia 1500 túlélője 22 nagy, túlzsúfolt mentőcsónakban és néhány tutajon a nyílt tengeren hányódik, amelyből hét csónakot sikerült megtalálni rajtuk 163 olasszal, 310 angollal és 20 lengyellel. Repülőgép vagy hajó nem zavarta meg. A BdU arról tájékoztatta, hogy hamarosan érkezik egy vichy-francia zászló alatt hajózó cirkáló és legalább egy kereskedelmi hajó Dakarból.

### Az amerikai bombázás
Másnap, szeptember 16-án délelőtt 11:30-kor a négy vöröskeresztes zászló alatt hajózó tengeralattjárót észrevette egy amerikai B–24 Liberator típusú bombázó, ami épp felderítést végzett. Hartenstein jelzett a pilótának, és segítséget kért tőle. A pilóta, James D. Harden hadnagy elhagyta a helyszínt, és értesítette a bázisát a látottakról. Az aznap szolgálatban lévő tiszt, Robert C. Richardson III százados kiadta a parancsot: Süllyessze el a tengeralattjárókat.
Harden 12:32-kor repült vissza a helyszínre, ahol vízibombákkal és bombákkal támadott. A repülőgép öt alkalommal indított támadást a tengeralattjárók ellen, a hajóhidakon négyméteres vöröskeresztes zászló lobogott, a látási viszonyok kiválóak voltak, és a tengeralattjárók zsúfolt mentőcsónakokat vontattak, illetve a fedélzetük is zsúfolásig tele volt a túlélőkkel. Az első támadás után a tengeralattjárók leoldották a mentőcsónakokat, a hajón lévőket a vízbe parancsolták, a víz alá merültek és elmenekültek. Este Hartenstein jelentette, hogy csak a két periszkópja sérült meg.
A bombázásban viszont a túlélők közül több százan meghaltak. Másnap megérkeztek a francia hajók és kimentették a maradék túlélőt. Összesen kb. 1300 olasz hadifogoly így is odaveszett.

### Háborús bűnösségkérdése
A hágai egyezmény szerint a kórházhajók rendelkeznek védelemmel, de az identitásukat előre jelezni kell a szembenálló feleknek (III, 1–3), el kell őket látni a vöröskeresztes emblémával (III, 5), és nem használhatóak más célokra (III, 4). Mivel a tengeralattjárók hadihajónak számítanak, egy vöröskeresztes zászlóval még harcképtelen állapotban sem kapnak automatikusan védelmet, habár ezt a módszert a múltban sokszor eltűrték. A Richardson által kiadott parancs csak egy lehetséges háborús bűntett. A háború utáni 1949-es genfi egyezmény már állást foglalt a kérdésben: vöröskeresztes zászló használata felfegyverzett hajón megsérti annak bizonyos pontjait (II, 44). Eszerint nincs olyan szabály, vagy intézkedés amely megengedné kórház- vagy mentőhajók ideiglenes kijelölését.
A háború után német tengerészeket találtak háborús bűnösöknek, és többet közülük ki is végeztek, amiért elsüllyedt hajó vízben és/vagy mentőcsónakokban lévő túlélőire tüzeltek.

### Következmények
Az incidensnek messzemenő következményei lettek. A Laconia-parancs megerősítette a korlátlan tengeralattjáró-hadviselés akkori hadijogot figyelmen kívül hagyó rendszabályait. Dönitz a repülőtámadásra hivatkozva egyértelműen megtiltotta az efféle mentőakciókat, mert azok nem fértek össze a német hadvezetés ellenséges hajók és személyzetük megsemmisítésére irányuló egyre radikálisabb elvárásaival.

## Emlékezete

### A filmművészetben
- A Laconia elsüllyesztése (The Sinking of the Laconia) német-angol történelmi dráma, 86 perc, 2010. Rendezte: Uwe Janson)[4][5]